# Scintigrafia polmonare
La scintigrafia ventilo-perfusoria, o scintigrafia polmonare, è una procedura diagnostica medico-nucleare utilizzata in medicina per cercare possibili anomalie nel rapporto ventilazione/perfusione, cioè della ventilazione o della circolazione polmonare.

## Procedura

### Scintigrafia perfusoria
Si esegue iniettando per via endovenosa dei macroaggregati di albumina marcati con Tecnezio 99 metastabile (99mTc. Circa 222MBq). Questi dal circolo venoso periferico verranno trasportati fino al cuore e da lì poi ai vasi arteriosi polmonari fino ai capillari che irrorano tali organi. Arrivati a questo livello, avendo questi aggregati un diametro che varia da 5 a 90 micron, questi si fermano. Successivamente l'acquisizione delle immagini con una gamma camera permette quindi di localizzare la posizione e la quantità di queste particelle, che riflette la pervietà dei vasi polmonari a monte della loro posizione. L'iniezione va di norma eseguita previa agitazione della siringa per mantenere le particella disaggregate, a paziente in posizione eretta per visualizzare la fisiologica variazione dall'apice alla base della perfusione polmonare (se l'iniezione è fatta a paziente in clinostatismo, tenere conto che questa variazione sarà invece antero-posteriore),lentamente, preferibilmente senza usare cateteri (alle cui pareti possono aderire i macroaggregati, in tal caso iniettare, per ridurre questo problema, velocemente) e senza formare coaguli di sangue dentro la siringa (se inglobano i macroaggregati marcati possono portare a disomogeneità artefattuali nell'immagine). L'acquisizione può essere eseguita sia con tecnica SPECT, sia mediante plurime acquisizioni planari (di solito: anteriore, posteriore, laterali destra e sinistra ed oblique posteriori destra e sinistra) Le proiezioni oblique posteriori sono particolarmente utili per discriminare le porzioni postero- e latero-basali dei 2 polmoni senza artefatti da sovrapposizione. Particolare attenzione va poi posta al numero di particelle da somministrare al paziente, specie nei casi ove è presente ipertensione polmonare grave o shunt fra il circolo destro e quello sinistro. Nel caso dell'ipertensione polmonare primitiva il diminuito diametro dei vasi polmonari presente in questa patologia porta i macroaggregati ad embolizzare vasi più a monte, con conseguente maggior embolismo del circolo polmonare complessivo (che può anche porre a rischio la vita del paziente); mentre nel secondo caso le particelle possono andare ad embolizzare capillari sistemici provocando micro eventi ischemici. Di norma invece il numero di particelle iniettato non provoca alterazioni emodinamicamente significative in quanto queste occludono solo lo 0,1% dei capillari polmonari. I macroaggregati sono dopo poco distrutti spontaneamente dall'organismo stesso, ripristinando la permeabilità dei capillari occlusi.

### Scintigrafia ventilatoria
La ventilazione polmonare è più difficile da analizzare rispetto alla perfusione per 2 motivi: in primis il flusso di aria non è unidirezionale, al contrario di quello sanguigno; ed in secondo luogo il movimento dell'aria avviene sia per trasporto di massa (ventilazione convettiva) sia per diffusione (ventilazione diffusiva, tipica delle porzioni distali dell'albero bronchiale e degli spazi alveolari). I radiofarmaci utilizzabili nello studio della ventilazione polmonare possono essere dei gas oppure degli aerosol. Mentre i primi si distribuiscono nel polmone come l'aria inspirata sfruttando entrambi i processi, i secondi diffondono quasi del tutto per convezione tendendo a depositarsi nelle vie aeree distali in quanto più pesanti dell'aria (sedimentazione gravitazionale) oltre che lungo le pareti delle vie respiratorie alte (impatto inerziale). I tre meccanismi che concorrono nel determinare la distribuzione delle particelle (impatto inerziale, sedimentazione gravitazionale e diffusione) sono descritti dall'equazione di Landhahl come percentuale di probabilità in funzione della "generazione" dell'albero bronchiale da studiare (che va da 0, in corrispondenza della trachea, fino a 23 dove si trovano gli spazi alveolari). Flusso aereo e dimensione delle particelle influenzano inoltre la loro deposizione. Nelle vie aeree superiori il flusso è massimo e il tempo di transito basso (quindi prevale la componente da impatto, massima alla quinta generazione), mentre nelle vie aeree inferiori il flusso è sempre più basso con conseguente maggiore tempo di transito e prevalenza della componente di sedimentazione.
Alterazioni del diametro delle vie aeree, cambiando questi parametri fisici, possono quindi alterare la distribuzione delle particelle. Nella bronchite asmatica ad esempio si ha riduzione di calibro delle vie aeree prossimali, con conseguente aumentato deposito "centrale" per aumento della componente da impatto; mentre una riduzione di calibro delle vie aeree distali (come avviene nella bronchite cronica per la presenza di depositi flogistici o nell'enfisema per distruzione dei bronchioli respiratori) porterà a una maggiore sedimentazione più distalmente, con pattern scintigrafici disomogenei o "a macchie".

#### Traccianti utilizzabili
I gas disponibili per eseguire una scintigrafia ventilatoria sono lo Xeno-133 ed il Kripton-81m (quest'ultimo ottenibile da un generatore di Rubidio-81). Questi gas mostrano una volta inalati la distribuzione dei volumi aerei polmonari.
Gli studi con Xenon si eseguono facendo dapprima respirare il gas al paziente per 15 secondi (fase di wash in) e successivamente aria ambiente (fasi di wash out) in modo da osservare come questo venga eliminato dall'organismo (trascurandone la piccola quota che si scioglie nel sangue e va ad accumularsi a livello del tessuto adiposo).
Il Kripton, avendo un'emivita di soli 13 secondi, consente di eseguire in tempi molto brevi studi dinamici, anche dopo somministrazione di farmaci (ad esempio di un broncodilatatore).
Sono disponibili diversi tipi di aerosol marcati con Tecnezio-99m: 
- il 99mTc-DTPA essendo solubile in acqua una volta inspirato viene rimosso direttamente dal circolo sanguigno (con un'emivita biologica di 50 minuti)
- il 99mTc-Tecnegas ed il 99mTc-Pertecnegas sono costituiti da minute particelle di carbonio e sono quindi insolubili in acqua. Il primo, di dimensioni maggiori, è eliminato dall'organismo grazie alla clearance muco-ciliare ed il sistema linfatico; mentre il secondo, più fine, mediante il flusso ematico.
- il 99mTc-Venticoll è costituito da nanoparticelle di albumina con un'emivita biologica di 72 ore ottenute mediante un apposito sistema di inalazione denominato FAI. Queste particelle nel soggetto sano non mostrano deposizione centrale[3].

## Indicazioni all'esame

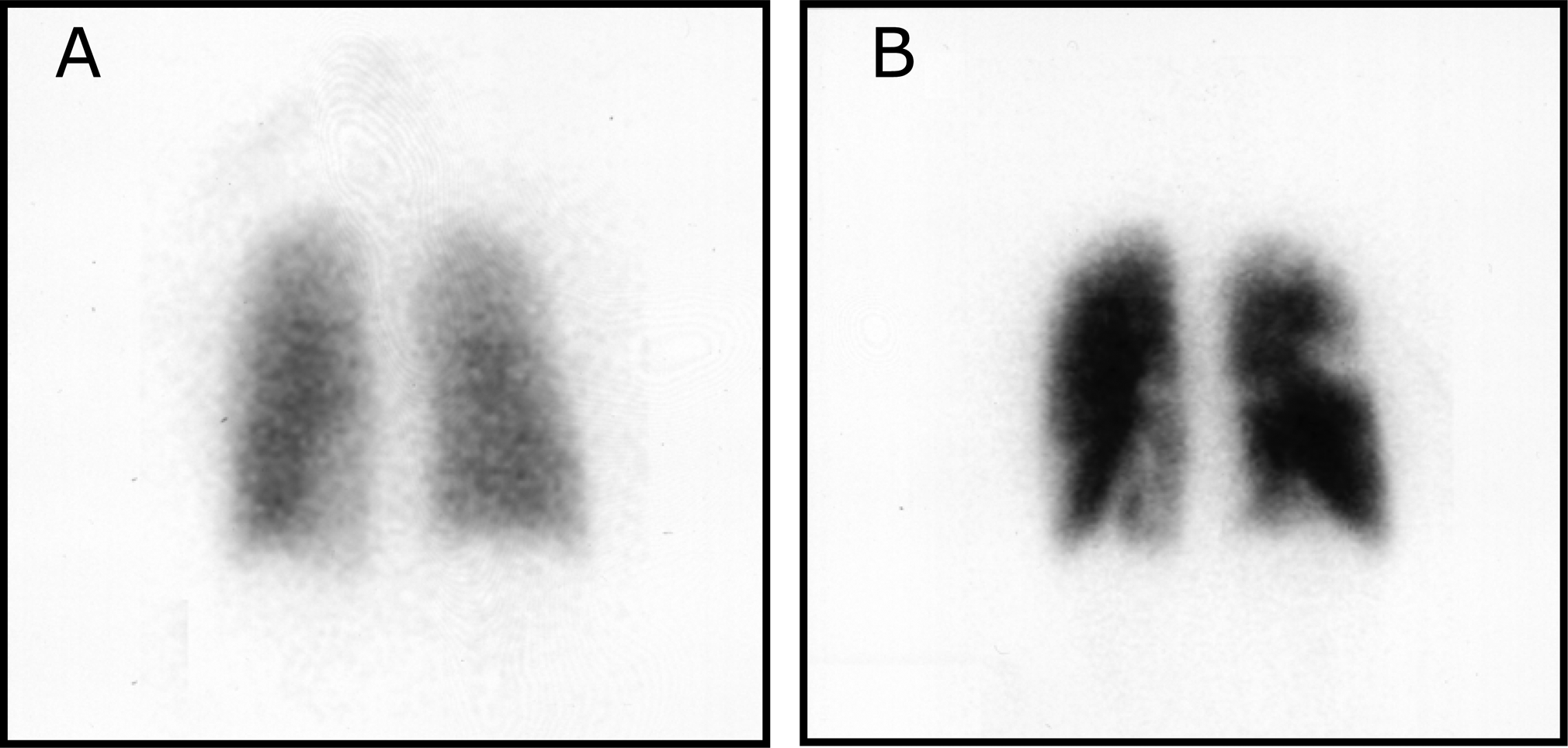
Scintigrafia ventilo-perfusoria di una donna con embolia polmonare.
(A) dopo l'inalazione di 20,1 mCi di gas xeno-133, l'immagine è stata ottenuta in proiezione postero-anteriore: si nota una ventilazione uniforme di tutti i polmoni.
(B) dopo iniezione endovenosa di 4,1 mCi di macroaggregati di albumina marcati con tecnezio-99m, l'immagine è stata ottenuta in proiezione postero-anteriore: si nota una diminuzione della perfusione ai segmenti apicale destro, anteriore del lobo superiore destro, superiore del lobo inferiore destro, basale posteriore del lobo inferiore destro, anteromediale basale del lobo inferiore sinistro e basale laterale del lobo inferiore di sinistra.

Questo test viene solitamente effettuato al fine di verificare la presenza di anomalie del flusso del sangue all'interno dei polmoni, come nel caso della tromboembolia polmonare, sebbene il gold standard per questa patologia sia oggi l'Angio TC (tomografia computerizzata); si può ricorrere alla scintigrafia in quelle circostanze in cui l'utilizzo del mezzo di contrasto sarebbe inappropriato, come nel caso dell'insufficienza renale.. Altra indicazione all'uso della scintigrafia al posto dell'angio TC è la gravidanza in atto (in quanto la dose di radiazioni a cui questa espone il nascituro è minore). Nei pazienti affetti da embolia polmonare esiste infatti, a livello delle aree interessate dall'evento embolico, un deficit di perfusione sanguigna non accompagnato da una alterazioni della ventilazione. La scintigrafia perfusoria è anche utilizzata per valutare la distribuzione del flusso ematico fra i 2 polmoni (e quindi, indirettamente in quanto ventilazione e perfusione sono legati da una stretta relazione, anche la funzionalità separata degli stessi), ad esempio in previsione di una pneumectomia.
La scintigrafia polmonare può essere eseguita anche in caso di alterazioni della ventilazione a causa di patologie polmonari come la BPCO o di una polmonite, come analisi della funzionalità polmonare pre- e post-lobectomia. La ventilazione dei due polmoni viene di solito valutata indirettamente mediante l'utilizzo di un radiogramma del torace.

### Diagnosi di tromboembolia polmonare (TEP)
Il polmone possiede una vascolarizzazione termino-terminale (senza anastomosi fra i diversi territori di pertinenza di un vaso arterioso), perciò ogni qualvolta sia presente un'occlusione di un vaso arterioso tributario a un determinato distretto, è possibile rilevare questa alterazione alla scintigrafia perfusoria come un'area di "minus" (spesso "a cuneo"), accompagnata da una ventilazione allo stesso livello non alterata. In generale, una scintigrafia perfusoria negativa esclude la diagnosi di TEP, mentre se positiva non consente da sola di formularla, in quanto anche altri processi che alterano il parenchima polmonare (infezioni, neoplasie, atelectasie, BPCO, ecc...) possono produrre il medesimo quadro scintigrafico. La tecnica possiede quindi un'elevata sensibilità, ma una bassa specificità. Per aumentare quest'ultima si è quindi proposto di abbinare all'esame di perfusione dapprima la scintigrafia ventilatoria e successivamente la radiografia del torace. Queste associazioni di tecniche sono state prese in esame in 2 studi: il PIOPED (Prospective Investigation Of Pulmonary Embolism Diagnosis), che utilizza la scintigrafia ventilatoria assieme alla perfusoria, ed il PISA-PED (Prospective Investigation Study of Acute Pulmonary Embolism Diagnosis) che utilizza la radiografia del torace per valutare la ventilazione polmonare. Nel PIOPED i pazienti sono classificati come a probabilità alta, intermedia o bassa di TEP, mentre nel PISA-PED i pazienti sono divisi in affetti e non affetti da TEP.

#### Criteri PISAPED
| Referto                                                     | Criteri |
| ----------------------------------------------------------- | --- |
| Normale (scintigrafia non indicativa per TEP in atto)       | Assenza di deficit di perfusione |
| Quasi normale (scintigrafia non indicativa per TEP in atto) | Deficit di perfusione di dimensioni uguali o minori ed in corrispondenza di queste alterazioni radiologiche: cardiomegalia, innalzamento di un emidiaframma, ingrandimento del mediastino, degli ili polmonari o dell'aorta, versamento o inspessimento pleurico) |
| Patologica (scintigrafia indicativa per TEP in atto)        | uno o più difetti cuneiformi con o senza alterazioni radiologiche in loro corrispondenza, presenza di aree di iperperfusione. |
| Patologica (scintigrafia non indicativa per TEP in atto)    | uno o più difetti di perfusione non cuneiformi con o senza alterazioni radiologiche in loro corrispondenza, assenza di aree di iperperfusione. |

#### Criteri PIOPED
| Referto                         | Criteri |
| ------------------------------- | --- |
| Normale                         | Nessun difetto di perfusione o perfusione corrispondente ai profili dell'Rx torace, anche in presenza di Rx torace o immagine ventilatoria anomale |
| Bassa probabilità (<20%)        | Difetti di perfusione non segmentari (cardiomegalia, aorta/ili polmonari ingranditi, sollevamento diaframmatico), difetti di perfusione sovrapposti a più vistose anomalie radiografiche, difetti di perfusione associati a deficit della ventilazione (escluse le opacità parenchimali all'Rx torace ed in presenza di aree di polmone normoperfuse), piccoli difetti di perfusione con Rx normale                               |
| Probabilità intermedia (20-79%) | Da un difetto di moderata a 2 di estesa ipoperfusione con mismatch alla scintigrafia ventilatoria (o loro equivalente aritmetico), esteso difetto di perfusione con mismatch ventilatorio e negatività all'Rx torace, quadri di difficile inquadramento fra bassa ed alta probabilità |
| Alta probabilità (>=80%)        | Due o più difetti segmentari estesi di perfusione con mismatch alla scintigrafia ventilatoria o loro equivalente aritmetico (difetti comprendenti almeno il 75% di un segmento valgono un segmento, dal 75% al 25% valgono mezzo segmento, sotto il 25% sono piccoli e non vanno considerati). Se il valore aritmetico è borderline è possibile considerare il quadro ad alta o intermedia probabilità a giudizio dell'operatore. |

### Scintigrafia perfusoria e BPCO
La scintigrafia perfusoria non mostra difetti "tipici" come nel caso di TEP, evidenzia invece diffuse disomogeneità distribuite in tutto l'ambito polmonare. Nella caratterizzazione della BPCO trova indicazione la scintigrafia ventilatoria.